# Lijst van voetbalinterlands Kameroen - Rusland
Deze lijst van voetbalinterlands is een overzicht van alle officiële voetbalwedstrijden tussen de nationale teams van Kameroen en Rusland. De landen speelden tot op heden drie keer tegen elkaar, te beginnen met een groepswedstrijd tijdens het Wereldkampioenschap voetbal 1994 op 28 juni 1994 in Palo Alto (Verenigde Staten). Het laatste duel, een vriendschappelijke wedstrijd, vond plaats in Moskou op 12 oktober 2023.

## Wedstrijden
| № | Plaats    | Datum           | Competitie        | Wedstrijd          | Uitslag |
| - | --------- | --------------- | ----------------- | ------------------ | ------- |
| 1 | Palo Alto | 28 juni 1994    | WK 1994           | Rusland – Kameroen | 6 – 1   |
| 2 | Salzburg  | 7 juni 2011     | Vriendschappelijk | Rusland – Kameroen | 0 – 0   |
| 3 | Moskou    | 12 oktober 2023 | Vriendschappelijk | Rusland − Kameroen | 1 − 0   |

## Samenvatting
| Competitie        | Totaal gespeeld | Winst Kameroen | Gelijk | Winst Rusland | Doelsaldo Kameroen – Rusland |
| ----------------- | --------------- | -------------- | ------ | ------------- | ---------------------------- |
| WK-eindronde      | 1               | 0              | 0      | 1             | 1 − 6                        |
| Vriendschappelijk | 2               | 0              | 1      | 1             | 0 − 1                        |
| Totaal            | 3               | 0              | 1      | 2             | 1 − 7                        |

## Details

### Eerste ontmoeting
| WK 1994 (Palo Alto, Verenigde Staten, 28 juni 1994): |       | |
| Kameroen                                             | 1 – 6 | Rusland |
| Roger Milla 47'                                      | goals | 16' Oleg Salenko 41' Oleg Salenko 45' (pen.) Oleg Salenko 72' Oleg Salenko 75' Oleg Salenko 82' Dmitri Radtsjenko |

### Tweede ontmoeting
| Vriendschappelijk (Salzburg, Oostenrijk, 7 juni 2011): |              | |
| Kameroen | 0 – 0        | Rusland |
| | goals        | |
| Javier Clemente | bondscoach   | Dick Advocaat |
| Guy N'dy Assembe Benoît Angbwa 46' Nicolas N'Koulou 46' Henri Bedimo André Ndamé 46' Stéphane Mbia Aurelien Chedjou Vincent Aboubakar 46' Benjamin Moukandjo Samuel Eto'o 46' Maxim Choupo-Moting 60' | opstellingen | Vjatsjeslav Malafejev Roman Shishkin Aleksej Berezoetski 46' Vasili Berezoetski Renat Yanbayev 46' Aleksandr Sheshukov Denis Gloesjakov 76' Dinijar Biljaletdinov Alan Dzagojev 55' Aleksandr Rjazantsev Pavel Pogrebnjak |
| Jean-Patrick Abouna 46' Sébastien Bassong 46' Pierre Webó 46' Eyong Enoh 46' Achille Emana 46' Landry N'Guémo 60'                                                                                     | wissels      | 46' Taras Burlak 46' Igor Semsjov 55' Joeri Zjirkov 76' Dmitri Torbinski |
| Nicolas N'Koulou 24' Henri Bedimo 26' | gele kaarten | 29' Pavel Pogrebnjak 78' Dmitri Torbinski |